# Boeing 757
Boeing 757 este un avion american cu fuzelaj îngust, proiectat și construit de Boeing Commercial Airplanes. Denumit inițial 7N7, succesorul trimotorului 727, a primit primele comenzi în august 1978. Prototipul și-a încheiat zborul inaugural pe 19 februarie 1982 și a fost certificat de către FAA pe 21 decembrie 1982. Eastern Air Lines a introdus varianta inițială 757-200 în serviciu comercial la 1 ianuarie 1983. O variantă de cargo a intrat în serviciu în septembrie 1987. În septembrie 1996 a fost introdusă varianta extinsă 757-300, și a intrat în serviciu în martie 1999. După ce au fost construite 1.050 de exemplare pentru 54 de clienți, producția s-a încheiat în octombrie 2004.
Avionul bimotor este propulsat de motoare Rolls-Royce RB211 sau Pratt & Whitney PW2000 de 163–193 kN pentru o greutate maximă la decolare de 116–124 t. 757 are o aripă supercritică de 185 m2 pentru o rezistență aerodinamică redusă și un ampenaj convențional. Păstrează lățimea fuzelajului 707 și șase rânduri de scaune, iar carlinga de sticlă are o clasificare de tip comună cu 767 (un avion cu fuzelaj larg). A fost produs în două lungimi de fuzelaj: varianta 757-200 de 47,3 m lungime (cea mai populară, cu 913 exemplare construite) găzduiește în principal 200 de pasageri în două clase peste 7.250 km; în timp ce 757-300 de 54,4 m lungime găzduiește de obicei 243 peste 6.295 km. Varianta 757-200F poate transporta o sarcină utilă de 32.755 kg peste 5.435 km.
Printre principalii clienți de 757 se numără transportatorii de linii principale din SUA, companiile aeriene charter europene și companiile de marfă. A fost folosit în mod obișnuit pentru rute interne scurte și medii, servicii de transfer și zboruri transcontinentale în SUA. Zborurile extinse ETOPS au fost aprobate în 1986 pentru a acoperi rute intercontinentale. În iulie 2017, existau 665 de avioane Boeing 757 în serviciu comercial, Delta Air Lines fiind cel mai mare operator cu 127 de aeronave în flota sa. Avionul de linie a suferit nouă incidente și 12 deturnări ce au dus la un total de 575 de decese.

## Producție
Avionul a fost produs ca înlocuitor al Boeing 727, primele modele împărtășind coada în formă de T și motoarele poziționate dorsal cu acesta. Până la urmă, însă, s-a ales varianta cu motoare poziționate sub aripi și o coadă dreaptă, în mod similar cu Boeing 737. Au fost alese turboventilatoare fabricate de Rolls Royce (RW2000) și Pratt and Whitney (PW2000).
Deși a fost produs ca înlocuitor pentru modelul 727, nu este folosit de liniile aeriene ca atare - fiind mai degrabă utilizat pentru servicii de mare capacitate în Statele Unite ale Americii și pe câteva rute în Europa, operații charter, și, mai nou, zboruri transatlantice între aeroporturi mai mici, care nu ar necesita utilizarea avioanelor cu capacitate mai mare. Motivul pentru acest fapt a fost că avionul nu a fost un înlocuitor perfect - Boeing 757 oferă atât o autononomie cât și o capacitate mai mare decât Boeing 727. Astfel, multe linii aeriene au preferat să înlocuiască 727-urile cu Boeing 737 sau Airbus A320. Ca și 727, avionul este capabil de operațiuni pe aeroporturi aflate în zone calde, la înălțimi mari.
Avionul a fost gândit să împartă un număr de subsisteme cu Boeing 767, inclusiv cabina și instrumentele de pilotaj, oferind o tranziție ușoară între aceste modele.
După oprirea producției, Boeing nu oferă un înlocuitor perfect pentru acest model - cele mai apropiate opțiuni fiind modelul Boeing 737-900ER (cu dezavantajul unei autonomii și capacități mai scăzute) sau Boeing 787 (cu dezavantajul unei capacități mult mai mari). Pentru avioanele existente, se oferă posibilitatea atașării de winglet, pentru sporirea autonomiei și economie de combstibil.

## Modele
S-au produs două modele, 757-200 și 757-300. A fost oferit și un model 757-100, de capacitate mai mică, dar, din cauza masei specifice prea mari, nu a fost popular, și nu a intrat niciodată în producție.
- 757-200 a fost modelul inițial și cel mai bine vândut. Diametrul fuselajului superior este identic cu cel de la Boeing 707, Boeing 727 și Boeing 737. Poate transporta până la maximum 234 de pasageri (deși configurația maximă folosită în mod curent este de 228 de pasageri). Modelul este oferit și cu două modele de uși de evacuare în caz de urgență - fie cu două uși pe aripă, fie cu o ușă în spatele aripii. Autonomia este de 7222 km.
- 757-200PF/SF este modelul de marfă derivat din 757-200. Masa maximă autorizată este de până la 113.4 tone în configurație standard, care poate fi extinsă (cu acordul Boeing) la 115.6 tone. Acest lucru se traduce în 15 containere de 223x317 cm pe puntea principală și 51.3 m3 pe punțile inferioare, pentru o capacitate de 39.78 tone. Autonomia avionului încărcat la capacitate este de 5371 km, pretându-se excelent curierilor expres de pachete și scrisori. Modelul PF este produs din fabrică fără ferestre și dotări interioare, pe când modelul SF este o conversie din modelul de pasageri. Clienți principali sunt DHL și United Parcel Service.
- 757-300 este un model lungit al avionului, introdus în 1998, oferind capacitate de maxim 289 pasageri (deși configurația maximă folosită este de 280 de pasageri). Autonomia acestui model este redusă la 6421 km. Pentru a respecta reglementările de siguranță, sunt oferite 8 uși. În rest, modificările sunt minore, masa maximă autorizată și capacitatea de combustibil fiind identice cu cele oferite de 757-200. Au fost produse doar 55 de bucăți din acest model.
- Au fost oferite și modele VIP, 757 fiind, de altfel, avionul folosit de președinții Mexicului, Argentinei și de vicepreședintele SUA. Boeing C-32 este indicatorul folosit de USAF pentru Boeing 757-200.

## Incidente și accidente
8 avioane din acest model au fost distruse până acum cu 700 de decese (inclusiv decese pe sol). 233 din acestea au fost cauzate de acte de terorism. Două avioane din acest model au fost implicate în Atentatele de la 11 septembrie (N591UA, operând ca United 93 respectiv N644AA operând ca American 77).

## Specificații tehnice
|                                                | 757-200 | 757-200F | 757-300 |
| ---------------------------------------------- | --- | --- | --- |
| Piloți                                         | 2 | 2 | 2 |
| Pasageri                                       | 200 (2 clase) 234 (1 clasă)                                                                                                   | N/A | 243 (2 clase) 289 (1 clasă)                                                                                                   |
| Lungime                                        | 47.32 m | 47.32 m | 54.47 m |
| Înălțime tren aterizare                        | 18.29 m | 18.29 m | 22.35 m |
| Lungime aripi                                  | 38.05 m | 38.05 m | 38.05 m |
| Unghi aripi                                    | 25° | 25° | 25° |
| Înălțime                                       | 13.56 m | 13.56 m | 13.56 m |
| Lățime cabină                                  | 3.54 m (6 locuri pe rând, configurație 3+3)                                                                                   | 3.54 m (6 locuri pe rând, configurație 3+3)                                                                                   | 3.54 m (6 locuri pe rând, configurație 3+3)                                                                                   |
| Lungime cabină                                 | 36.09 m | 36.09 m | 43.21 m |
| Masă maximă de serviciu autorizată la decolare | 115,680 kg | 115,680 kg | 123,600 kg |
| Viteză de croazieră                            | .80 Mach (530 mph, 458 noduri, 850 km/h la FL350)                                                                             | .80 Mach (530 mph, 458 noduri, 850 km/h la FL350)                                                                             | .80 Mach (530 mph, 458 noduri, 850 km/h la FL350)                                                                             |
| Autonomie, încărcat                            | 7,222 km (3,900 nm) -200WL: 7,600 km (4,100 nm)                                                                               | 5,834 km (3,150 nm) | 6,421 km (3,467 nm) |
| Capacitate combustibil                         | 43,490 L | 42,680 L | 43,400 L |
| Altitudine maximă de serviciu                  | 12,800 m (42,000 ft) | 12,800 m (42,000 ft) | 12,800 m (42,000 ft) |
| Motoare (2×)                                   | Rolls-Royce RB211, Pratt & Whitney PW2000, Pratt & Whitney PW2000\|PW2040 sau Pratt & Whitney PW2000 cu o forță de 163-193 kN | Rolls-Royce RB211, Pratt & Whitney PW2000, Pratt & Whitney PW2000\|PW2040 sau Pratt & Whitney PW2000 cu o forță de 163-193 kN | Rolls-Royce RB211, Pratt & Whitney PW2000, Pratt & Whitney PW2000\|PW2040 sau Pratt & Whitney PW2000 cu o forță de 163-193 kN |